# Bajo la máscara del placer
Bajo la máscara del placer (título original en alemán: Die Freudlose Gasse) es una película alemana de 1925 dirigida por Georg Wilhelm Pabst y con Greta Garbo en el papel principal. Es la adaptación cinematográfica más famosa de un trabajo de Hugo Bettauer.

## Contexto histórico
En 1924, Gustav Hartlaub, director del museo de Manheim, acuñó la denominación "Nueva Objetividad" (Neue Sachlichkeit) para designar la nueva y vigorosa tendencia del cine alemán, de corte realista, bajo cuya bandera militarían autores de la talla de Georg Wilhelm Pabst. Con Bajo la máscara del placer se abre el capítulo del realismo y de la polémica sobre el cine alemán prenazi. Protagonizada por Greta Garbo, esta película nos muestra a la hija de un antiguo consejero de la Corte, que atraviesa unos momentos económicos difíciles. La protagonista, Greta Rumfort, se prostituye para poder ayudar a su familia. Al final, la actriz es redimida por la boda con un oficial estadounidense.
Parte del vigor del relato se diluye por la concesión melodramática del final. Sin embargo, la película causó sensación sobre todo por los elementos realistas como la larga cola ante la carnicería, el negocio de prostitución de la costurera, el mutilado de guerra que no encuentra trabajo, etc. La película tuvo numerosos problemas de censura (incluso en la Unión Soviética el oficial estadounidense se hizo pasar por un doctor).